# HD 9446
HD 9446은 삼각형자리 방향으로 지구로부터 약 172 광년 떨어진 곳에 있는 G형 주계열성이다. 모든 주계열성들이 그렇듯, HD 9446 역시 중심핵에 있는 수소를 태워 헬륨으로 바꾸는 단계에 있다.

## 행성계
2010년 1월 5일 행성과학자들은 외계 행성 두 개가 HD 9446을 돌고 있다고 공식적으로 발표했다.
| 동반 천체 (가까운 천체순) | 질량 (MJ)   | 공전주기 (일) | 공전궤도 반지름 (AU) | 이심률    |
| ------------------------- | ----------- | ------------- | -------------------- | --------- |
| b                         | ≥ 0.70±0.06 | 30.052±0.027  | 0.189±0.006          | 0.20±0.06 |
| c                         | ≥ 1.82±0.17 | 192.9±0.9     | 0.654±0.022          | 0.06±0.06 |